# Thomas Gerow Murphy
Pour les articles homonymes, voir Thomas Murphy et Murphy.
Thomas Gerow Murphy, né le 29 octobre 1883 et mort le 7 avril 1971, est un homme politique canadien du Manitoba. Il est député fédéral conservateur de la circonscription manitobaine de Neepawa de 1925 à 1926 et de 1930 à 1935. Il est ministre dans le cabinet du premier ministre Richard Bedford Bennett.

## Biographie
Né dans le comté de Northumberland en Ontario, Murphy entame une carrière politique en servant comme conseiller municipal de 1921 à 1923 et maire de Neepawa en 1924.
Élu député à la Chambre des communes du Canada en 1925, il est défait en 1926. Retrouvant son poste en 1930, il est défait en 1935 et à nouveau en 1940.
Il entre au cabinet en 1930 à titre de Super-intendant aux Affaires indiennes et ministre de l'Intérieur. Il exerce ses fonctions jusqu'en 1935.